# Milislav Demerec
Milislav Demerec (Hrvatska Kostajnica, 11. siječnja 1895. – Laurel Hollow, Long Island, 12. travnja 1966.), hrvatski znanstvenik i akademik, jedan od najznačajnijih genetičara svoga vremena. Od 1941. do 1960. godine bio je ravnatelj Cold Spring Harbor Laboratoryja.

## Životopis
Milislav Demerec rođen je u Hrvatskoj Kostajnici kao sin oca Ljudevita i majke Ljubice Dumbović. Pohađao je osnovnu školu u susjednoj Petrinji i realnu gimnaziju u Zagrebu, postigavši u objema odličan uspjeh, a poljoprivredne znanosti na Kraljevskomu gospodarskom učilištu u Križevcima, koje se tada zvalo Više gospodarsko učilište. Srednjoškolska ljubav za prirodne znanosti nastavlja se i na studiju gdje ga osobito zanima oplemenjivanje bilja i genetika, koje je predmete tada predavao dr. Gustav Bohutinsky, naučni radnik i prvi oplemenjivač bilja u Hrvatskoj.
Na Kraljevskomu gospodarskom učilištu u Križevcima je diplomirao 1916. godine. Tu je prihvatio i prvo radno mjesto u Križevačkoj poljoprivrednoj stanici kao pristav, a 1918. primljen je kao gospodarski povjerenik u Postaju za istraživanje sjemenja u Križevcima. U želji da proširi svoje stručno znanje, 1919. godine Demerec odlazi na studij u inozemstvo, najprije u Institut za oplemenjivanje bilja u Grignon u Francuskoj gdje je stipendist Banske uprave, a zatim na College of Agriculture Sveučilišta Cornell u Ithaci, u državi New York.
U Prvome svjetskom ratu Demerec je bio oslobođen vojne obveze da bi radio u sklopu komisije zadužene za dobavu hrane za civilno stanovništvo. Nakon rata dobiva stipendiju za dalji studij na Poljoprivrednome fakultetu u Grignonu u Francuskoj, gdje sluša predavanja profesora Ducometa, Scribeauxa i Crepina. Posjećuje Institut za poljoprivredna istraživanja u Versaillesu te poznatu ustanovu za uzgoj bilja Vilmorin u Verieru.
1919. godine, na Sveučilištu Cornell događa se prava prekretnica u njegovu životu i radu. Na Odsjeku za uzgoj bilja, uključuje se u skupinu za genetiku kukuruza, predvođenu profesorom Rollinsom Adamsom Emersonom. To je bio trenutak kada su SAD odbrojile svojih prvih deset godina uspješnih 
genetskih istraživanja. 1921. na Sveučilištu Cornell postaje asistent.
Tijekom 1920. i 1921. Demerec posjećuje Laboratorij za biologiju mora (Marine Biological Laboratory) u Woods Holeu i tu susreće C. W. Metza i učenike Thomasa Hunt Morgana, koji su radili na genetici vinske mušice, Drosophila melanogaster. 
Oženio se 24. kolovoza 1921. gospođom Mary Alexander Ziegler i u tome sretnom braku blagoslovljeni su dvjema kćerkama: Zlatom Elizabeth Demerec, koja se poslije također posvećuje Comellu i genetici (udaje se za profesora Philipa E. Hartmana) i Verom Radom Demerec (koja se udaje za gospodina Neville Dyson-Hudsona).
1923. godine Milislav Demerec brani na Cornellu svoju disertaciju o djelovanju letalnih gena na kukuruz koji (geni) stvaraju defekte u klorofilu. Iste godine pristupa Odjelu za genetiku Carnegiejeve Institucije u Washingtonu, smještene u Cold Spring Harboru (New York), malom mjestu na obali mora, u zaljevu Long Islanda, blizu grada New Yorka. Od 1927. godine uživa glas poznatoga genetičara kukuruza.
Demerec 1931. postaje naturalizirani građanin SAD-a. Pomoćnikom direktora Odjela za genetiku Camegiejeve institucije, postaje 1936., 1942. vršiteljem dužnosti direktora, a 1943. i direktorom tog Odjela. Nešto prije 1941. godine Demercu je ponuđen položaj direktora Biološkoga laboratorija u sastavu  Longislandske biološke zajednice (Cold Spring Harbor Biological Laboratory - Long Island Biological Association), koji je poslije preimenovan u Coldspringharborski laboratorij za kvantitativnu biologiju. 1942. godine tamo su mu ponudili i mjesto vršitelja dužnosti direktora, a 1943. godine i položaj direktora Odsjeka za genetiku Carnegiejeve institucije iz Washingtona. On je prema tome obnašao dužnosti dvojnog direktora tijekom cijelog svog života i služio je odano objema institucijama do 1960. godine, u razdoblju kada su utvrdeni solidni temelji za sadašnju revoluciju u molekularnoj biologiji i molekularnoj genetici. To je razdoblje učinilo Demerca značajnim čimbenikom američke znanosti, povijesti genetike, Cold Spring Harbora i njegovog “Zlatnog doba - Demerčevog doba”. 
Demerec je održavao kontakte s rodnim krajem, posjećivao ga i pomagao institute za oplemenjivanje bilja i genetiku. U 1950-im i 1960-im održao je više predavanja u Zagrebu, Ljubljani i Beogradu. 
Godine 1960. dodijeljen mu je stupanj počasnog doktora znanosti od Sveučilišta u Zagrebu. 
Nakon obveznog umirovljenja 1960. godine od direktorstva dviju institucija u Cold Spring Harboru, nastavio je svoja istraživanja u Brokhaven nacionalnim laboratorijima SAD-u i na C.W. Post Collegeu sve do svoje nagle i neočekivane smrti. U noći 12. travnja 1966. Milislav Demerec je umro od srčanog udara.

## Znanstveni rad
Započevši od genetike kukuruza (Zea mays), on prelazi na problem promjenjivih, mutabilnih gena jedne druge biljke: Delphinium ajacis (kokotić). U proučavanju čimbenika koji izaziva mutacije i njihovih bioloških posljedica, on ponovno mijenja model i ovaj put ga traži i nalazi u životinjskom carstvu - vrste unutar roda Drosophila melanogaster (vinska mušica - danas vrlo čest objekt istraživanja u genetici). 
Njegova klasična studija nestabilnih gena u vrste D. viridis, objavljena u Zborniku radova Cold Spring Harbor Simpozija kvantitativne biologije (1941.), bila je i ostala temeljem za razumijevanje mutacijskog procesa. Drugo razdoblje Demerčevih istraživanja započinje uporabom mutageneze pobuđene rendgenskim zrakama i istraživanjem oštećenja u raznih vrsta Drosophila. Polazeći tako od genetike kukuruza kao usjeva, Demerec prelazi na genetiku vinske mušice da upozna gene i njihovu sposobnost mutiranja. Utemeljio je i nastavio uređivati Drosophila Information Service 
(“Informacijsku službu za drozofilu”), kao prvi časopis o novostima u genetici jedne vrste. 
U doba Drugog svjetskog rata, Demerec mijenja prioritetne djelatnosti svojeg laboratorija. 
Sa svojom skupinom provodi istraživanje o učinku rendgenskih i ultraljubičastih zračenja na Penicillium notatum - plijesan koja proizvodi penicilin te otkrivaju mutaciju koja omogućava da mutirana plijesan posve uspješno raste i uronjena u medij, za razliku od ishodišnog oblika koji je uspijevao samo na površini tekućeg medija. Na taj je način proizvodnja penicilina višestruko povećana i omogućena je njegova farmaceutska eksploatacija, što je predstavljalo prvu veliku pobjedu u “eri antibiotika”. Ovo otkriće imalo je golemu praktičnu važnost tijekom rata. 
No, s ovim otkrićem ne prestaje njegov interes za bakterije i antibiotike. Bavio se istraživanjem genetskog mehanizma o kojem ovisi otpornost bakterija prema antibioticima. Postavio je mutacijsko - selekcijsku hipotezu o postanku bakterijske rezistencije na antibiotike, prema kojoj otpornost bakterija nastaje prvenstveno zbog spontanih mutacija, dok antibiotik ima samo selekcijsko djelovanje. 
U polovici 1960-ih došao je do spoznaje da se geni slična djelovanja mogu grupirati u istom dijelu kromosoma i utvrdio povezanost njihova položaja i redoslijeda njihove funkcije. Rezultati mnogih Demerčevih istraživanja našli su uspjelu primjenu u medicini.  
Objekti u njegovim daljnjim istraživanjima su dvije probavne bakterije: Escherichia coli i Salmonella typhimurium. Istraživanjem ovih bakterija pokušava odgovoriti na pitanja o finom ustrojstvu i funkciji gena i njihovog međusobnog rasporeda. Tijekom tih istraživanja, koja je vršio u suradnji s Philipom E. Hartmanom i svojom kćeri Zlatom, 15 došao je do spoznaje da se geni slična djelovanja mogu grupirati u istom dijelu kromosoma i utvrdio povezanost njihova položaja i redoslijeda njihove funkcije.
Znanstvene radove objavljivao je samostalno i u suradnji u časopisima Genetics (New York 1923), Journal of Heredity (Washington 1936), Proceedings of the National Academy of Sciences (Washington 1945–46), Journal of Bacteriology (Washington 1948, 1953), American Naturalist (Chicago 1951), Genetics (Austin 1951), Symposia on Quantitative Biology (Cold Spring Harbor 1951), Advances in Genetics (New York 1958) i dr.

## Simpoziji u Cold Spring Harboru
Simpoziji kvantitativne biologije u Cold Spring Harboru (Cold Spring Harbor Symposia on Quantitative Biology) od 1933. okuplja biologe Amerike i cijeloga svijeta. Od 1941. organizaciju Simpozija preuzima Demerec. Simpoziji se održavaju jednom godišnje, a Demerec je u razdoblju vođenja Simpozija organizirao sljedeće teme:
1941. Geni i kromosomi: struktura i organizacija 
1942. Odnos hormona i razvitka
1946. Nasljednost i varijacije u mikroorganizama 
1947. Nukleinske kiseline i nukleoproteini 
1948. Biološka primjena elemenata za obilježavanje 
1949. Aminokiseline i proteini 
1950. Podrijetlo i evolucija čovjeka 
1951. Geni i mutacije 
1952. Neuron 
1953. Virusi 
1954. Zametak sisavaca: fiziologija i razvitak 
1955. Populacijska genetika: priroda i uzroci genetičke varijabilnosti u populacijama 
1956. Genetički mehanizmi: struktura i funkcija 
1957. Populacijske studije: animalna ekologija i demografija 
1958. Izmjena genetskoga materijala: mehanizmi i posljedice 
1959. Genetika i darvinizam dvadesetoga stoljeća.

## Uređivački rad Milislava Demerca
Uređivački rad profesora Demerca vrlo je opsežan. Uz knjige Zbornika radova simpozija kvantitativne biologije, koje Demerec nije sam uređivao, ali ih je kreirao, bio za njih odgovoran i pisao uvodnike, tu je i impresivan izdavački opus. 
Demerec je 1947. utemeljio seriju Napreci u genetici (engl. Advances in Genetics) te je uređivao devet sukcesivnih izdanja tih najvažnijih genetičkih preglednih knjiga u izdanju Academic Press (1947.-58.). Želja mu je bila da na taj način pruži serije preglednih članaka koje su napisali najkompetentniji stručnjaci u različnim područjima genetskih istraživanja. Osim toga, bio je članom Izdavačkog odbora nekoliko drugih genetičkih časopisa. 
Zajedno s C. B. Bridgesom Demerec je 1934. utemeljio glasilo о vinskoj mušici (Drosophila Information Service, DIS). To je bila prva profesionalna publikacija о novostima i informacijama u genetici. Utemeljio je i centar za sojeve drozofile (Drosophila Stock Center) u Cold Spring Harboru i Camegiejevu odjelu za genetiku, prvu takvu kolekciju važnih eksperimentalnih sojeva vinske mušice. Demerec je nastavio uređivati sve popularniji DIS do 33. broja u 1960. godini, čak desetljeće nakon što je njegov vlastiti laboratorij prestao raditi s vinskom mušicom. U tom času DIS je navodio podatke о 989 istraživača, objavljivao kratke komunikacije iz 191 laboratorija i 29 zemalja.

## Članstva[4]
Milislav Demerec bio je na temelju svoje dobre reputacije angažiran kao istraživač-suradnik na Columbia University (1943.-65.), kao savjetnik u Brookhaven Nacional Laboratory (od 1945.), kao gostujući profesor na Rockefeller Institute of Medical Research (1958.-60.) i kao savjetnik za genetiku i staničnu biologiju na Adelphi College. 
Osim održavanja predavanja i seminara u mnogim gradovima SAD, Europe, Azije, Afrike i Južne Amerike, bio je zagovornik i najveći pokretač dolazaka mnogih mladih istraživača i studenata iz cijeloga svijeta u SAD. Tako je postao građaninom svijeta jer je imao velik broj poštovatelja i učenika diljem svijeta, a naročito u Japanu. 
Bio je članom Vijeća Šestoga internacionalnog genetičkog kongresa u Ithaci 1932., potpredsjednik Sedmoga kongresa genetičara u Edinburghu 1939., zatim član Stalnoga međunarodnog komiteta Internacionalnih genetičkih kongresa 1939.-53., predsjednik Odbora za putovanja Osmoga kongresa u Stockholmu 1948. te član Organizacijskog odbora i Programskog odbora za Deseti kongres u Montrealu 1958. godine. 
Dr. Demerec bio je sekretar i blagajnik (1935.-38.) te potpredsjednik (1938.) i predsjednik (1939.) Genetičkoga društva Amerike. Bio je i blagajnik (1933.-35.), potpredsjednik (1947.) i predsjednik (1954.) Američkog društva prirodoslovaca. Obnašao je i dužnost predsjednika Nacionalnoga komiteta SAD u Internacionalnoj uniji bioloških znanosti, te član ili predsjednik mnogih odbora koje je imenovala Nacionalna akademija znanosti SAD-a za studij specijalnih problema od nacionalne i znanstvene važnosti. 
Posebice se ističe njegov rad u Komitetu za genetičke učinke atomskoga zračenja, u kojem su bili najveći američki genetički stručnjaci: G. W. Beadle, J. F. Crow, H. В. Glass, H. J. Muller, A. H. Sturtevant i S. Wright. Taj Komitet dao je važne izvještaje о procjeni rizika od ionizacijskoga zračenja za 1960. i 1965. godinu, koji su poslužili kao prototip za novije procjene rizika od ekspozicija drugim štetnim čimbenicima kao što su kemijski mutageni. Na dužnosti predsjednika Sekcije za zoologiju i anatomiju Nacionalne akademije znanosti SAD bio je od 1958. do 1961. godine. 
Za svoje znanstveno djelo Demerec je primio niz akademskih priznanja: bio je član Nacionalne akademije znanosti SAD (izabran 1946.), Američkoga filozofskog društva (izabran 1952.), Američke akademije umjetnosti i znanosti, Newyorške akademije znanosti, Američkoga udruženja za unapređenje znanosti, Savjeta Društva za istraživanja zračenja te mnogih drugih profesionalnih organizacija, npr. Američkoga bakteriološkog društva, Društva za studij evolucije, Američke genetičke asocijacije, Američkog društva za zoologiju i Botaničkog društva Amerike. 
Za znanstvena postignuća dodijeljeno mu je počasno članstvo Kraljevske danske akademije, Britanskoga genetičkog društva, Hrvatske akademije znanosti i umjetnosti, Genetičkoga društva Japana, Biološkoga društva i Medicinskog fakulteta iz Santiago de Chile. 
Dobitnik je Kimberove genetičke medalje, koju dodjeljuje Nacionalna akademija znanosti SAD. Nosilac je počasnih doktorata Hofstra Collegea (Doctor of Laws, 1957), Sveučilišta u Zagrebu (Doctor honoris causa, 1960) i Longislandskoga sveučilišta (Doctor of Science, 1961). 
Demerec je postumno bio počašćen dva puta: prvo od C. V. Post Collegea na Long Islandu, koji je svoju zgradu posvećenu znanosti nazvao Znanstveni laboratorij Milislava Demerca. Drugo postumno priznanje Demerec dobiva od Cold Spring Harbor Laboratory of Quantitative Biology i Carnegie Institution of Washington, koji 5. lipnja 1968. zajednički proglašavaju njegovim imenom glavnu laboratorijsku zgradu. 

## Vanjske poveznice
- Milislav Demerec Hrvatska tehnička enciklopedija, portal hrvatske tehničke baštine. LZMK